# Abrégé de l'Évangile
L'Abrégé de l'Évangile (russe : Краткое Изложение Евангелия), aussi appelé Qu’est-ce que l’Évangile ? est une synthèse de 1902 des quatre évangiles du Nouveau Testament en un seul récit de la vie de Jésus par l'auteur russe Léon Tolstoï.
Inclus dans un volume plus important en 1892, le récit de 1902 publié sous le titre The Gospel in Brief est remarquable en ce qu'il exclut de nombreux aspects surnaturels des évangiles originaux, tels que leurs revendications sur les origines divines de Jésus et sa capacité à accomplir des miracles. Au lieu de cela, le livre se concentre sur les enseignements de Jésus à ses disciples, vraisemblablement ceux que Tolstoï trouvait les plus convaincants. L'Évangile en bref est considéré par certains comme profondément représentatif de la propre interprétation du christianisme par Tolstoï.
Il est dit que l'Abrégé de l'Évangile est le résultat de l'étude approfondie par Tolstoï du Nouveau Testament grec original de Koine.
Le récit présenté dans l'évangile de Tolstoï est également remarquable par son contraste frappant avec les vues contemporaines de l'Église orthodoxe russe. Tolstoï était un féroce critique de l'Église orthodoxe russe, qui alla jusqu'à l'excommunier pour ses écrits sur le christianisme en 1901.

## Histoire
En 1892, Tolstoï publie Une harmonie de traduction et une analyse des évangiles . Craignant que la complexité de ce volume ne l'éloigne des profanes, Tolstoï n'a rassemblé que les introductions et les résumés des 12 chapitres de A Translation Harmony . Ce volume beaucoup plus court a été publié en 1902 sous le titre The Gospel in Brief.

## Influence
Le philosophe austro-britannique Ludwig Wittgenstein a été profondément influencé par L'Évangile en bref, qu'il a décrit comme une « œuvre magnifique ». Après être tombé sur le livre dans une librairie polonaise, Wittgenstein emportait le livre avec lui "constamment, comme un talisman". Il a emmené le livre avec lui dans la Première Guerre mondiale, le recommandant à ses camarades soldats. L'enthousiasme de Wittgenstein pour le livre pendant cette période était si grand qu'il est devenu connu comme "l'homme aux évangiles" parmi les soldats. Dans une lettre à Ludwig von Ficker, Wittgenstein écrit :
« Connaissez-vous L'Abrégé de l'Évangile de Tolstoï ? À son époque, ce livre m'a pratiquement gardé en vie... Si vous ne le connaissez pas, vous ne pouvez pas imaginer quel effet cela peut avoir sur une personne.".
Certains érudits modernes émettent même l'hypothèse que l'organisation en douze parties de L'Abrégé de l'Évangile a influencé la disposition de la numérotation de l'œuvre philosophique historique de Wittgenstein, le Tractatus Logico-Philosophicus.

## Dans la culture populaire
En 2014, le dramaturge Scott Carter a écrit L'Évangile selon Thomas Jefferson, Charles Dickens et le comte Léon Tolstoï : Discorde, une pièce qui dépeint Thomas Jefferson, Charles Dickens et Léon Tolstoï coincés ensemble dans le purgatoire, alors que les trois hommes ont écrit leur propre interprétation d'un texte biblique (Jefferson a écrit La Vie et la Morale de Jésus de Nazareth et Dickens a écrit La Vie de Notre Seigneur ). Dans la pièce, le trio doit parvenir à un accord théologique avant d'être autorisé à entrer au paradis.